# 빅 프리즈
빅 프리즈(Big Freeze) 또는 빅 칠(Big Chill)이란 우주 팽창으로 인해 물체와 물체 사이의 거리는 점점 멀어지고 결국은 우주의 온도가 절대온도를 향해 계속 낮아저 결국에는 열죽음이 이뤄진다는 우주의 종말론이다.
만약 우주상수거나, 모든 공간에 균등한 에너지 밀도로 채워져 있거나, 전형이나 모듈러스같은 스칼라장이거나 시공간에 따라 에너지가 달라질 수 있는 동적 양과 같은 암흑 에너지가 우주 팽창을 가속화할 경우 은하 사이의 간격은 점점 멀어질 것이다. 적색편이도 점점 심해지면서 감마선과 같은 고에너지 광자들도 결국에는 검출이 매우 힘든 긴 파장과 낮은 에너지값을 가질 것이다. 항성은 대략 1012년에서 1014년 동안에는 정상적으로 생성될 것이나 최후에는 항성 형성에 필요한 기체가 없어서 항성도 더 이상 새로 만들어지지 않을 것이다. 기존에 존재하던 항성들도 가지고 있는 연료를 다 써버리고 우주는 천천히 어두워질 것이다. 양성자 붕괴를 예측하는 이론에서는 남아있는 항성 잔해조차 블랙홀만 남고 전부 사라지며 그 블랙홀조차도 최후에는 호킹 복사 과정을 통해 증발하며 사라질 것이다. 최후에는 전 우주가 전부 같은 온도값에 도달하는 상태가 되면 더 이상 일을 하는 것이 불가능해지면서 열죽음 상태에 도달할 것이다.

## 우주론
무한한 우주 팽창이 우주의 곡률을 결정하지는 않는다. 그러므로 우리 우주는 닫혀 있거나(양의 곡률), 평면이거나, 열려 있거나(음의 곡률) 셋 중 하나이지만 만일 우주가 닫혀 있다면 중력을 버틸 수 있는 충분한 암흑 에너지가 필요하며 그렇지 않으면 우주는 대함몰로 최후를 맞이할 것이다.
윌킨슨 마이크로파 비등방성 탐색기 및 플랭크의 우주 배경 복사선 관측 결과에서는 우리 우주가 공간적으로 평면이며 상당한 양의 암흑 에너지를 가지고 있다고 결론이 나온다. 이 경우 우주는 가속도를 가지며 점차 팽창해야 한다. 우주의 가속팽창은 아주 멀리 떨어진 초신성의 관측 결과에서도 증명되었다. 만일 물리우주론의 ΛCDM 모형과 같이 암흑 에너지가 우주상수인 경우 우주는 일정한 비율로 두 배로 팽창하며 그 팽창률은 지수가 될 것이다.

## 같이 보기
- 열죽음
- 빅 립